# ラチャ＝レチフミおよびクヴェモ・スヴァネティ州
ラチャ＝レチフミおよびクヴェモ・スヴァネティ州（グルジア語: რაჭა-ლეჩხუმი და ქვემო სვანეთი、Račʼa-Lečxumi da Kvemo Svaneti）は、ジョージア北西部の州（ムハレ）。ラチャ、レチフミ、クヴェモ・スヴァネティ（下スヴァネティ）の各地方を含む。面積は4954km2、人口は32万089人（2014年国勢調査）であるが、形式上はグルジアの司法権や支配権が及んでいない南オセチアの北西部もこの州に属する。グルジアで最も人口密度の低い地方である。州都はアンブロラウリ。

## 地区
下記の4つの地区から構成される。
| 地区名（日本語）   | 地区名（ジョージア語）     | 中心地         | 面積 (km2) | 人口 (2014年現在) | 備考 |
| ------------------ | -------------------------- | -------------- | ---------- | ----------------- | ---- |
| アンブロラウリ地区 | ამბროლაურის მუნიციპალიტეტი | アンブロラウリ | 1,142      | 11,186            |      |
| レンテヒ地区       | ლენტეხის მუნიციპალიტეტი    | レンテヒ       | 1,344      | 4386              |      |
| オニ地区           | ონის მუნიციპალიტეტი        | オニ           | 1,360      | 6,130             |      |
| ツァゲリ地区       | ცაგერის მუნიციპალიტეტი     | ツァゲリ       | 754        | 10,387            |      |